# Almora (cidade)

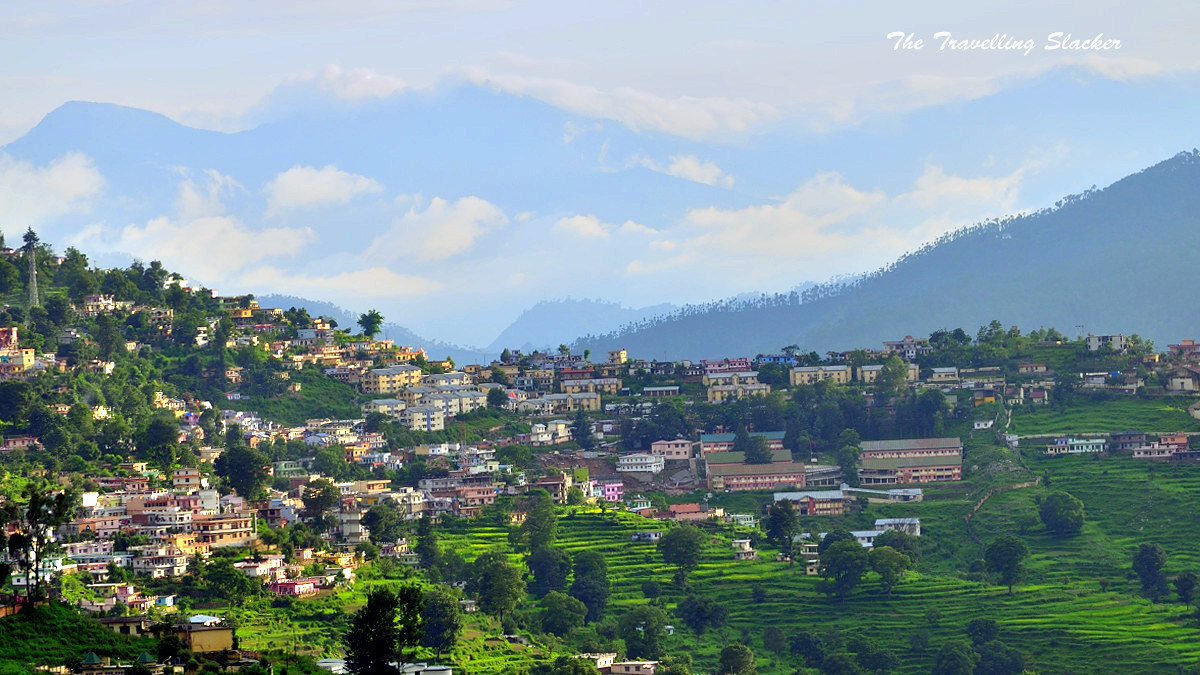

Almora é um município e uma cidade de acantonamento do distrito de Almora, no estado indiano de Uttarakhand. É a sede administrativa desse distrito, localizando-se em uma cordilheira no extremo sul dos montes de Kumaon, do Himalaia, a uma distância de 363 km na estrada da capital Nova Delhi.
Foi fundada em 1568 pelo rei Kalyan Chand. No entanto, no épico hindu Mahabharata, existem relatos de assentamentos humanos nas colinas e áreas circundantes, que datam dos séculos VIII e IX a. C. Almora era a sede dos reis Chand que governavam o reino de Kumaon. É considerada o coração cultural da região de Kumaon de Uttarakhand.

## Etimologia
Almora recebeu seu nome de bhilmora ou kilmora, uma espécie de planta comestível comumente encontrada lá, que era usada para lavar utensílios no Templo do Sol em Katarmal. As pessoas que trouxeram esta planta foram chamadas de bhilmori ou kilmori, e depois "Almori", de modo que o local ficou conhecido como "Almora".
Quando o rei Bhishm Chand lançou as fundações da cidade, ele inicialmente a chamou de Alamnagar. Antes disso, no começo do governo Chand, Almora era chamada de "Rajapur" . Esse nome também estava presente em diversas placas de cobre antigas. Ainda há um lugar um lugar com esse nome em Almora.

## Transporte

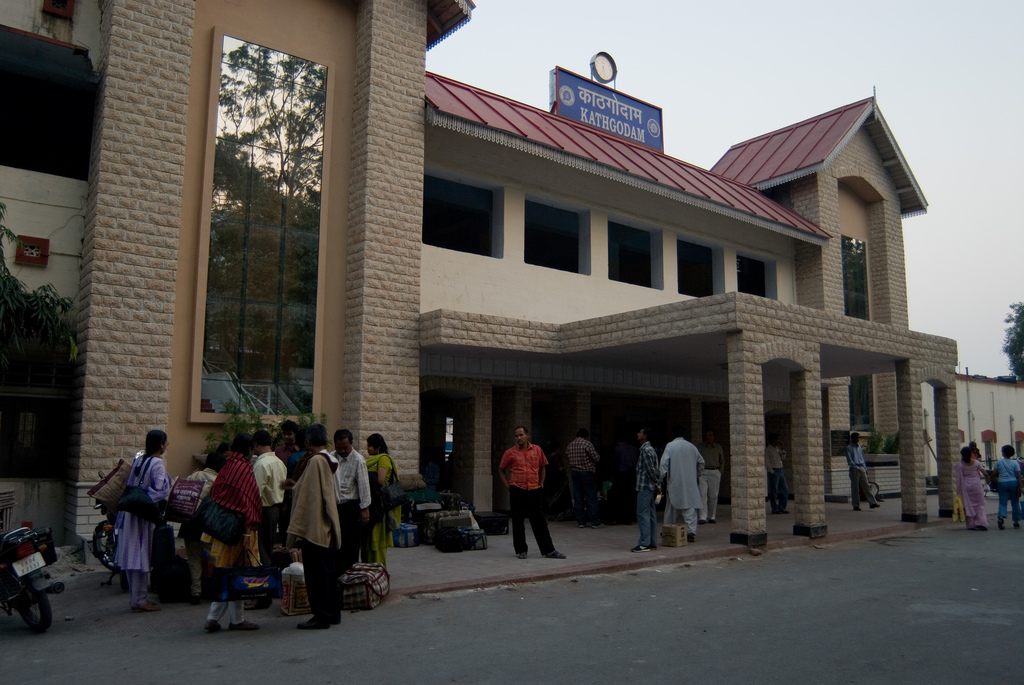
Estação de trem mais próxima, em Kathgodam.

Almora está bem conectada com estradas para os principais destinos de Uttarakhand e do norte da Índia. A Corporação de Transportes opera ônibus da rodoviária de Almora para Delhi e Dehradun. Táxis e ônibus particulares, em sua maioria administrados pela K.M.O.U., conectam Almora a outros destinos importantes na região de Kumaon. Almora possui, também, um escritório de transporte sub-regional.

## Templos

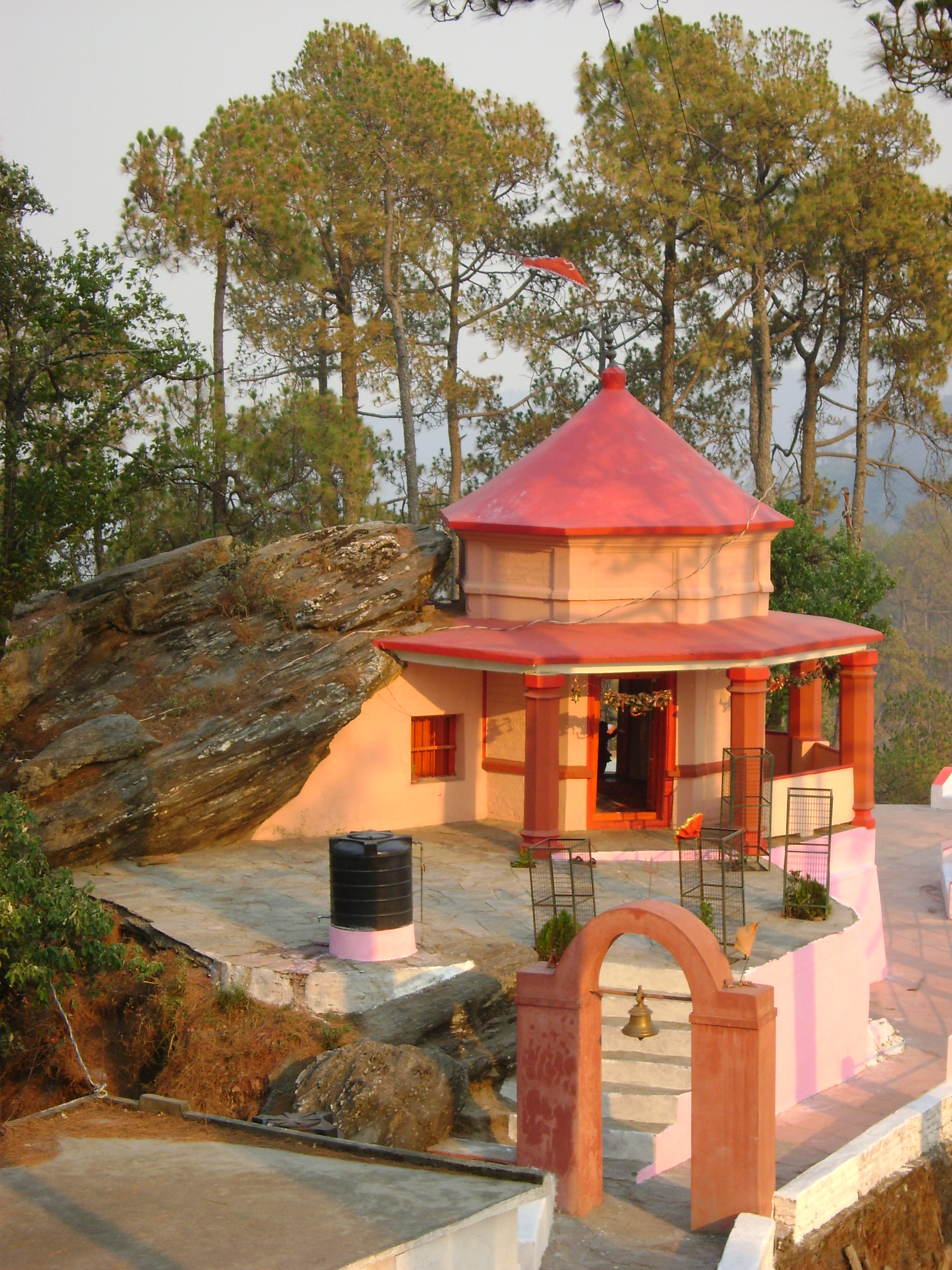
Templo de Kasar Devi.

Almora possui muitos templos notáveis, incluindo: Kasar Devi, Nanda Dami, Doli Daana, Devy Shyayi, Khakmara, Asht Bhairav, Jakhandevi, Katarmal (Templo do Sol), Pataal Devi, Templo Raghunath, Badreshwar, Banari Devi, Chitai, Jageshwar, Binsar Mahadev, Garhnath e Baijnath.
O templo de Kasar Devi foi visitado por Swami Vivekananda e tem uma casa Chabad. O templo de Rudreshwar Mahadev, perto de Sanara Gania e ao lado do rio Ram Ganga, é dedicado a Xiva. Há um templo do sol no Catarmal, perto da aldeia.[carece de fontes?]